# Pierre de L'Estoile
Ne doit pas être confondu avec Pierre Taisan de l'Estoile.
Pierre de L'Estoile, né à Paris en 1546 et mort le 8 octobre 1611, est un mémorialiste et un collectionneur français.
Il a écrit un journal qui sert de chronique aux règnes d'Henri III et Henri IV. Ce document constitue une source unique pour l'étude historique des guerres de religion.

## Biographie
Venant de la grande bourgeoisie parisienne, Pierre de l'Estoile (ou de l'Étoile) appartient au cercle de la grande magistrature. Il eut pour précepteur Mathieu Béroalde, chez qui il connut l'écrivain protestant Agrippa d'Aubigné. C'est à Bourges qu'il étudia le droit (1565). Il exerça de 1566 à 1601 la charge d'audiencier à la chancellerie de France. Son emprisonnement en 1589 s'explique par le fait qu'il passait pour un proche des « Politiques ». Il vend sa charge en 1601.
Il fut inhumé dans l'église Saint-André-des-Arts à Paris.
Il est le père de Louis de L'Estoile et de Claude de L'Estoile, un des premiers membres de l'Académie française (1597-1672).

## Œuvres
Pierre de L'Estoile a laissé des Mémoires-Journaux (1574-1611) qui sont un précieux témoignage sur les règnes de Henri III et Henri IV. Y sont intégrés d'autres textes (des sonnets, des pamphlets). Ces journaux publiés en 12 tomes ont été numérisés et sont consultables dans Gallica.
On trouve dans le tome 3 une estampe et une description sanglante de l'exécution de Marie Stuart, reine d'Écosse, le 8 février 1587.
Ces journaux fournissent également des informations sur la crise de subsistance de 1586-1587 avec des informations météorologiques , des données sur l'évolution du prix du pain à Paris (cherté du blé) et surtout sur les conséquences sociales de cette crise : afflux de mendiants, procession de la châsse de sainte Geneviève pour faire cesser les pluies, augmentation des impôts (aumône spéciale) pour les bourgeois et émeutes, notamment celle du 22 juillet 1587 contre les boulangers accusés de vendre trop cher leur pain,.
Ce Journal n'était pas destiné à la publication. On en a extrait le Journal de Henri III, publié en 1621 par Louis Servin, et en 1744 par Nicolas Lenglet Du Fresnoy ; et le Journal de Henri IV, paru à La Haye, 1741.
- Registre-journal du règne de Henri III, édition établie par Madeleine Lazard et Gilbert Schrenck, Genève, Droz, collection « Textes littéraires français », 1992-2003, 6 volumes.
- Journal de Henry III, Roy de France et de Pologne : ou Mémoires pour servir à l'histoire de France.
- Registre-journal du règne de Henri IV. Tome I (1589-1591), édition établie par Gilbert Schrenck, Xavier Le Person et Volker Mecking, Genève, Droz, collection « Textes littéraires français », no 609, 2011, 352 p[4].
- Les Belles figures et drolleries de la Ligue, édition établie par Gilbert Schrenck, 2016.